# Episodi di South Park (ventiseiesima stagione)
La ventiseiesima stagione della serie animata South Park, composta da 6 episodi, è stata trasmessa negli Stati Uniti su Comedy Central dall'8 febbraio al 29 marzo 2023.
L'edizione italiana è stata trasmessa dal 16 febbraio al 6 aprile 2023 su Comedy Central.
Gli episodi, tranne dove indicato diversamente, sono stati scritti e diretti da Trey Parker.
| nº | Titolo originale           | Titolo italiano           | Prima TV USA     | Prima TV Italia  |
| -- | -------------------------- | ------------------------- | ---------------- | ---------------- |
| 1  | Cupid Ye                   | Cupid Ye                  | 8 febbraio 2023  | 16 febbraio 2023 |
| 2  | The Worldwide Privacy Tour | Il Worldwide Privacy Tour | 15 febbraio 2023 | 23 febbraio 2023 |
| 3  | Japanese Toilet            | I wc giapponesi           | 1º marzo 2023    | 23 marzo 2023    |
| 4  | Deep Learning              | Apprendimento profondo    | 8 marzo 2023     | 23 marzo 2023    |
| 5  | DikinBaus Hot Dogs         | DikinBaus Hot Dogs        | 22 marzo 2023    | 30 marzo 2023    |
| 6  | Spring Break               | Vacanze di primavera      | 29 marzo 2023    | 6 aprile 2023    |

## Cupid Ye
- Diretto da: Matt Stone
- Scritto da: Matt Stone

### Trama
Stan Marsh ed Eric Cartman osservano che Kyle Broflovski trascorre più tempo con il compagno di classe Tolkien Black, realizzando video quotidiani su TikTok e giocando insieme più spesso. Vedendo Stan scoraggiato da questo, Cartman decide di "essere un buon cristiano" e fare qualcosa al riguardo. Comincia a promulgare i temi dell'antisemitismo a Tolkien e ad altri secondo cui gli ebrei controllano i media e che lo stesso Kyle gestisce Hollywood. Cartman è assistito da Cupid Me, una versione immaginaria di se stesso simile a Cupido che ha adottato la moda hip hop, le credenze antisemite e ha cambiato il suo nome in Cupid Ye. Cartman viene minacciato di detenzione di due mesi dal Preside PC se non smette di promuovere le sue diffamazioni sugli ebrei. Cartman continua a farlo nelle interviste ai media, sebbene sia turbato da alcuni dei commenti più scioccanti pronunciati da Cupid Ye che Cartman pensa vadano troppo oltre. Queste idee continuano a diffondersi tra il corpo studentesco, con grande rabbia di Kyle, che crea un tassello tra lui e Tolkien. Quando Cupid Ye vandalizza e ruba un'auto per fare un giro, Cartman, inorridito, confessa le sue azioni a Stan. Stan si scusa con Tolkien, sentendo che la sua gelosia per l'amicizia tra Kyle e Tolkien ha contribuito a mettere in moto questi eventi. Cupid Ye accelera la diffusione dell'odio usando le sue frecce per avvelenare le menti del corpo studentesco, con il risultato che Kyle viene minacciato da una folla di studenti. Mentre Stan e Tolkien si schierano in sua difesa, Cartman affronta Cupid Ye e lo costringe a prendere le sue medicine, riportandolo allo stato normale di Cupid Me in cui riprende il suo compito di diffondere l'amore tra il corpo studentesco. In un discorso pubblico, Kyle si rivolge a un grande gruppo di persone nel tentativo di educare il pubblico sulla storia del coinvolgimento degli ebrei nell'industria dell'intrattenimento e su come quell'industria sia effettivamente controllata da decine di migliaia di persone in tutto il mondo. Il suo discorso commuove i partecipanti, alcuni dei quali suggeriscono che Kyle stesso dovrebbe dirigere Hollywood, un'idea che la folla esulta, con grande frustrazione di Kyle.
- Ascolti USA: telespettatori 484.000 – rating/share 18-49 anni.[5]

## Il Worldwide Privacy Tour

Il principe del Canada e sua moglie vengono ospitati nel programma Good Morning Canada

- Titolo originale: The Worldwide Privacy Tour

### Trama
Ike Broflovski guarda al computer il funerale della regina del Canada, deceduta quattro mesi fa. Il principe del Canada e sua moglie ricevono una scarsa accoglienza dagli altri partecipanti perché hanno attaccato la monarchia canadese. Il monopolio del computer da parte di Ike impedisce a suo fratello maggiore Kyle di apparire online per giocare a un videogioco con i suoi amici, il che si traduce nel loro salire di livello senza di lui, lasciandolo escluso. Butters Stotch dice a Kyle che ha bisogno della gestione del marchio e lo porta a CumHammer Brand Management, dove un agente di nome Mr. Davis suggerisce possibili marchi, che includono tutti la parola "vittima". Il principe e sua moglie vanno in tournée per promuovere il loro libro di memorie e per chiedere privacy. Si trasferiscono nella casa di fronte ai Broflovski. Sebbene affermino di volere la privacy, le loro attività, come suonare la batteria e accendere fuochi d'artificio, disturbano Kyle. Quando si lamenta, gli urlano che sta violando la loro privacy. Kyle tenta di utilizzare i marchi suggeritigli daMr. Davis, dicendo ai suoi amici che è una vittima e sta lavorando su se stesso, tuttavia reagiscono con indifferenza. Si lamenta anche con insistenza della coppia reale, il che spinge i suoi amici a prendere le distanze da lui. Quando la casa di Kyle è tappezzata di copertine di riviste con la moglie del principe, prova un marchio che dice "niente lo disturba". Non riuscendo a ottenere una reazione da lui, la moglie accusa Kyle di averla vittimizzata etnicamente. Il principe quindi cerca di provocare Kyle esponendosi, ma non riesce a provocare una sua reazione. Il giorno successivo, Kyle entra a scuola con un nuovo look e un comportamento più positivo, tuttavia scopre che Butters è stato picchiato da Bebe Stevens perché Butters ha lanciato una tirata abusivamente misogina contro di lei, che Butters definisce il suo marchio "forte e assertivo". Kyle va negli uffici di CumHammer, dove si confronta con il principe e sua moglie, che si stanno consultando con Mr. Davis su come vendicarsi di Kyle. Kyle afferma che quando si cerca di progettare l'immagine in base alla quale gli altri la percepiscono, si rende esclusivamente un artista invece che un essere umano. Sentendo questo, il principe decide di farla finita con le copertine di riviste e le apparizioni televisive a favore di una vita più normale, realizzando che ciò che è dentro di loro definisce chi sono e non mercificandosi come un prodotto. Quando questo non riceve risposta da sua moglie, le apre la metà superiore della testa e all'interno trova solo un baratro da cui riecheggia la sua voce. Il principe lascia CumHammer senza di lei. Kyle decide di consentire a Ike le sue ripetute visioni del funerale della regina, rendendosi conto che questo è chi è Ike e che non gli importa se questo influisce negativamente sulla sua posizione con i suoi amici. Gli amici di Kyle si presentano alla sua porta e lo invitano a giocare fuori per alleviare lo stress. Vanno al campo da basket locale, dove il principe chiede se può giocare. Quando acconsentono, sistema la sua batteria sul bordo del campo, suonando musica mentre i ragazzi giocano a basket.
- Ascolti USA: telespettatori 556.000 – rating/share 18-49 anni.[6]

## I wc giapponesi
- Titolo originale: Japanese Toilets

### Trama
Quando il water nel bagno della famiglia Marsh smette di funzionare, Sharon ordina a suo marito Randy di prenderne uno nuovo. Sebbene riluttante a separarsi da "Ol 'Blue", va all'Home Depot, dove è incuriosito da un water giapponese. Sebbene Sharon sia inizialmente sconvolta dal suo costo di 10.000 dollari, anche lei ne rimane affascinata. Randy chiama i suoi vicini per vantarsene, con il risultato che suo figlio Stan viene deriso ed evitato a scuola. Randy dice a Stan che la loro famiglia è simile alla famiglia Kennedy di South Park e che sta semplicemente cercando di aprire gli occhi alla gente, tuttavia Stan lo respinge, dicendogli che si sta semplicemente mettendo in mostra. Il proctologo di Randy, il dottor Sheltair, fa una visita a domicilio per controllare le emorroidi di Randy, ma quando Randy afferma di non averle più a causa del maggior livello di pulizia effettuato dal suo water giapponese, il dottor Sheltair si arrabbia perché ora lui e sua moglie non possono prendersi una vacanza in Toscana, in Italia. Il compagno di classe di Stan, Jimmy Valmer, gli fa notare che nonostante il 70% del mondo non usi la carta igienica, gli americani la usano in modo eccessivo, mettendo a dura prova le risorse impiegate per produrla. Jimmy afferma che gli americani non vogliono cambiare i loro bagni e non lo faranno mai. Randy tiene un discorso al municipio esaltando le virtù dei water giapponesi e dice che il pubblico non ha più bisogno della carta igienica, tuttavia viene colpito da un misterioso assassino e lasciato in coma. Il dottor Sheltair prende in ostaggio le persone all'Home Depot sotto la minaccia di armi, dicendo che non ha sparato a Randy e teme che verrà messo a tacere come un bambino di seconda elementare che ha scritto un articolo sui bagni due anni prima. Sheltair si suicida e Stan affronta Jimmy, rendendosi conto che era lui di cui stava parlando Sheltair. Jimmy dice che dopo aver scritto una storia sui servizi igienici per il giornale della scuola, è stato messo a tacere dalle società che distribuiscono carta igienica, perché hanno troppo da perdere se gli americani smettono di usarla. Stan decide di rivelarlo al pubblico con la sua conferenza stampa al municipio, tuttavia Randy, intimorito dal suo tentato omicidio, si presenta per interrompere questa impresa e rinnega tutto quello che ha detto sulla carta igienica e i water giapponesi per poi chiedere scusa al pubblico. Randy rimuove il suo water giapponese e ripristina Ol 'Blue, decidendo di non dare per scontato gli oggetti comuni e non di lusso che la sua famiglia possiede.
- Ascolti USA: telespettatori 479.000 – rating/share 18-49 anni.[7]

## Apprendimento profondo
- Titolo originale: Deep Learning
- Diretto da: Trey Parker
- Scritto da: Trey Parker e ChatGPT

### Trama
Quando Bebe Stevens esalta i testi romantici scritti dal suo ragazzo, Clyde Donovan, la sua compagna di classe Wendy Testaburger si lamenta con Stan Marsh sul fatto che le sue risposte ai suoi messaggi consistono in un semplice pollice in su. Stan va da Clyde, che gli parla di ChatGPT, un'app basata sull'intelligenza artificiale che usa per scrivere i testi, tuttavia avverte Stan di non parlarne con nessun altro. Stan arriva a fare affidamento sull'app per inviare messaggi e persino scrivere storie per Wendy, facendo il lavoro per lui mentre si dedica ad altri hobby e passatempi personali. Wendy è incoraggiata dai testi più sinceri di Stan, anche se Stan non è in grado di rispondere alle sue domande sui dettagli di questi scritti, che non sono opera sua. Stan e Clyde usano anche l'app per aiutarli a scrivere i loro temi scolastici, così come i loro compagni di classe Eric Cartman e Butters Stotch. Quando se ne rendono conto, Cartman si lamenta che se più studenti lo sapranno, perderanno il loro ingiusto vantaggio e il loro insegnante, il signor Garrison, scoprirà che hanno imbrogliato. Garrison, nel frattempo, si lamenta con il suo partner, Rick, che ora deve lavorare di più per valutare e commentare i temi dei suoi studenti, alcuni dei quali sono diventati inspiegabilmente lunghi e dettagliati, forse a causa del fatto che ha insegnato troppo bene agli studenti. Rick gli racconta di ChatGPT, ma invece di rendersi conto che i suoi studenti lo usavano per scrivere i loro testi, Garrison si rende conto che può usarlo per valutare i compiti. Ringrazia anche Rick per le sue risposte di supporto ai messaggi di Garrison. Il consigliere scolastico Mr. Mackey informa la classe di Stan che uno studente sta usando la tecnologia OpenAI per il proprio lavoro. Un tecnico vestito da falconiere e accompagnato da un falco di nome Shadowbane viene assunto per analizzare il lavoro degli studenti e identificare l'imbroglione. Stan e Garrison si confessano l'un l'altro di aver usato l'app. Razionalizzano che l'uso di tali app è simile ad avere un buon assistente che consiglia cosa scrivere, ma quando Garrison scopre che può essere usato per mandare messaggi, si arrabbia nel rendersi conto che Rick lo ha usato per mandargli messaggi. Il tecnico annuncia quindi che Shadowbane ha rilevato la scrittura di un chat bot sul cellulare di Wendy, anche se lei nega di aver utilizzato l'app. In preda al panico per il fatto che Wendy sia stata ingiustamente accusata per le sue stesse azioni, Stan teme di non essere abbastanza creativo da pensare a una via d'uscita. Quindi istruisce la sua app ChatGPT a scrivere una storia che si risolve quando convince lei e tutti gli altri che va bene che abbia mentito sull'utilizzo dell'app e che in realtà è stata colpa delle società tecnologiche che hanno monetizzato OpenAI e che non dovrebbero essere loro a determinare i limiti etici dell'IA. Il resto dell'episodio descrive questa storia e la risoluzione descritta da Stan. Stan osserva che a volte un pollice alzato da un essere umano è meglio di una bugia generata da una macchina.
- Ascolti USA: telespettatori 473.000 – rating/share 18-49 anni.[8]

## DikinBaus Hot Dogs

### Trama
Cartman trasforma la sua bancarella di hot dog in un parco divertimenti per la vendita di fast food chiamato DikinBaus Hot Dogs, ma tutti i fondi provengono direttamente dallo stipendio di Butters.

## Vacanze di primavera
- Titolo originale: Spring Break

### Trama
Il signor Garrison ricade nelle sue abitudini di manifestazione politica mentre è in vacanza con Rick nella Carolina del Sud. Nel frattempo, Randy cerca di mostrare a Stan e Tolkien come organizzare una festa quando decidono di sfruttare le vacanze di primavera per fare un gioco.